# کیسئیک
کیسئیک (انگلیسی: Kiseik) یک شهرک در شهرستان کیگینسکی استان باشقیرستان کشور روسیه است.